# Hrastovec (gmina Velenje)
Hrastovec – wieś w Słowenii, w gminie miejskiej Velenje. W 2018 roku liczyła 360 mieszkańców. 